# Peter Berten
Peter Berten (* 18. Februar 1873 in Hinsbeck; † 28. Juli 1960 in Düsseldorf) war ein deutscher sozialdemokratischer Politiker.

## Leben
Berten war bis 1904 Schreiner beziehungsweise Bauschreiner. 1892 trat er den freien Gewerkschaften und 1893 der SPD bei. Unmittelbar danach wurde er Vorstandsmitglied der Partei in Bonn. Von 1897 bis 1914 gehörte Berten dem Vorstand der SPD im Reichstagswahlkreis Düsseldorf 4 an. Ab 1903 war er mit kurzen Pausen Kreisvertrauensmann beziehungsweise Vorsitzender der Partei in diesem Bereich. Beruflich arbeitete er zwischen 1905 und 1906 als Expedient der Düsseldorfer Volkszeitung. Danach war Berten von 1907 bis 1908 Parteisekretär. In dieser Zeit absolvierte er auch die zentrale Parteischule in Berlin. In den folgenden Jahrzehnten bis 1933 war Berten hauptberuflich Redakteur der Volkszeitung. Unterbrochen wurde dies durch seine Teilnahme am Ersten Weltkrieg zwischen 1915 und 1918.
Beeindruckt von Rosa Luxemburg und emotional auch an den Führern des Spartakusbundes hängend, schloss er sich dem Spartakusbund trotzdem nie an, obwohl er den Druck der ersten Publikation, die einmalig erschienene Monatsschrift „Die Internationale“ in Düsseldorf ermöglichte. 1917 wurde Berten Mitglied der USPD. 1918 und 1919 war er Vorsitzender des Bezirks Niederrhein und im Jahr 1922 auch Mitglied des Parteirates. Er spielte bis in den Januar 1919 hinein eine wichtige Rolle im Düsseldorfer Arbeiterrat. In dieser Zeit scheint er unter dem Eindruck der Düsseldorfer Verhältnisse (vgl. Geschichte der Stadt Düsseldorf) endgültig mit dem zur KPD gewordenen Spartakusbund gebrochen zu haben.
1922 kehrte Berten zur SPD zurück und war bis 1933 Mitglied des zentralen Parteiausschusses. Außerdem war er Mitvorsitzender des Bezirks Niederrhein.
Zwischen 1919 und 1928 war Berten für die USPD beziehungsweise die SPD Stadtverordneter in Düsseldorf. Zwischen 1920 und 1921 gehörte er der Verfassungsgebenden Preußischen Landesversammlung und zwischen 1924 und 1933 dem Preußischen Landtag an. Von 1921 bis 1924 war er außerdem Mitglied des preußischen Staatsrates.
Während der Zeit des Nationalsozialismus war Berten mehrfach für kürzere Zeit in Haft.
1945 und 1947 war Berten noch einmal stellvertretender Vorsitzender der SPD im Bezirk Niederrhein. Außerdem war er Mitglied im Entnazifizierungsausschuss in Düsseldorf sowie Mitglied im Hauptvorstand der Gewerkschaft Holz.
1958 veröffentlichte Berten seine Autobiographie „Lebenslauf eines einfachen Menschen“.